# رشید مقرانی
رشید مقرانی (انگلیسی: Rashid Mokhrani؛ زادهٔ ۷ ژوئن ۱۹۶۰) بازیکن هندبال اهل الجزایر بود.